# Can Roig (Figueres)
Can Roig és un edifici del municipi de Figueres (Alt Empordà) que forma part de l'Inventari del Patrimoni Arquitectònic de Catalunya. És un edifici cantoner situat a l'eixample de la ciutat.

## Descripció
La façana de l'edifici al carrer Pi i Margall presenta una porta d'accés i dues finestres en la planta baixa i una finestra i un balcó en el primer pis. La façana de la calçada del Monjos té en la planta baixa 4 finestres i en el primer pis dues finestres amb un balcó al mig. El cos central de la casa, que fa la cantonada, presenta en la planta baixa les dues finestres ja esmentades amb decoració de ceràmica blava, fent un arc apuntat. El primer pis presenta dos balcons que estan units en la cantonera per una jardinera de ceràmica i reixa de ferro. El balcons tenen llindes piramidals d'estuc amb relleus i ceràmica. El cos central presenta un altell de finestres d'arc apuntat. Totes les obertures tenen porticons. Sòcol de pedres de riu, i terrassa.